# Keet & Koen en de Speurtocht naar Bassie & Adriaan
Keet & Koen en de Speurtocht naar Bassie & Adriaan (2015) is een Nederlandse film gebaseerd op de televisieseries van Bassie en Adriaan. Het duo zelf vertolkt in de film een bijrol en neemt hiermee afscheid van het grote publiek. De film heeft meer dan 100.000 bezoekers getrokken.
In tegenstelling tot de televisieseries is de film niet door de familie Van Toor geproduceerd.
Vanaf 4 september 2017 werd de film als televisieserie verdeeld over vijf afleveringen uitgezonden op RTL 8 als onderdeel van RTL Telekids.

## Verhaal
Bassie en Adriaan worden onderscheiden voor hun verschillende avonturen die zij beleefd hebben. Het goede nieuws is al snel op de televisie te zien en het bericht komt hierdoor ook bij de inmiddels stokoude Baron terecht. Hij zint wraak op zijn eeuwige aartsrivalen en schakelt zijn neefje De Jonkheer in, die een ontvoering organiseert met de boeven B1001 en Linke Leo. Inmiddels komen Keet (het nichtje van Bassie) en Koen achter de verdwijning en besluiten samen met Robin de Robot en Constantina (de tante van Koen) de clown en de acrobaat terug te vinden.

## Personages
| Personage                          | Acteur              |
| ---------------------------------- | ------------------- |
| Bassie                             | Bas van Toor        |
| Vlugge Japie                       | Bas van Toor        |
| Adriaan                            | Aad van Toor        |
| De Baron                           | Aad van Toor        |
| Robin de Robot                     | Ina van Toor (stem) |
| Keet!                              | Janouk Kelderman    |
| Koen                               | Patrick Martens     |
| De Jonkheer                        | Fabian Jansen       |
| B1001                              | Peter Sterk         |
| Linke Leo                          | Fedor van Rossem    |
| Agent Pim                          | Mamoun Elyounoussi  |
| Commissaris Kroon                  | Miryanna van Reeden |
| Constantina                        | Nathalie Meskens    |
| Directeur Avifauna                 | Arjan Postma        |
| Minister van Vrolijkheid en Talent | Kees Tol            |

## Trivia
- Aad van Toor speelt in de film de rol van De Baron, net als in Het geheim van de schatkaart waarin het personage voor het eerst verschijnt. Paul van Gorcum nam later deze rol over in de vervolgseries, omdat het voor Aad moeilijk te combineren viel met het regisseren. Nu dit voor deze productie niet het geval is en de film als afscheid van Bas en Aad van Toor wordt gezien, is gekozen voor de originele vertolker Aad. Een tweede reden waarom Paul van Gorcum niet is gevraagd om de rol te hervatten is een rechtszaak die hij in 2005 heeft aangespannen tegen de broers voor het niet ontvangen van een vergoeding voor de dvd-verkoop van de televisieseries.[4][5]
- Bas en Aad hadden in totaal vijf draaidagen op de filmset.
- In een eerdere versie van het script was er nog geen sprake van Keet en Koen, maar de straatartiesten Franky en Christiaan (18-25 jaar). De originele titel was ook: De neefjes van Bassie en Adriaan. Voor de film werd er een open auditie georganiseerd op 1 februari 2014 voor acteurs die naast het acteren ook nog iets speciaals konden zoals jongleren, goochelen, beatboxen of buikspreken. Na een samenwerking met RTL Telekids (waar ook de oude series op worden uitgezonden) is er gekozen om Keet! een rol in de film te geven. Hiernaast is in de film Jan de Hoop te zien, presentator van het RTL Ontbijtnieuws. Ook kijken Keet en Koen in de film naar een uitzending van RTL Boulevard.
- De rol van Koen zou eerst gespeeld worden door Job Bovelander. Door verschuivingen van een groot gedeelte van de opname naar België kon hij dit niet meer combineren met het theaterconcert 'Vive La France' waarin Bovelander een van de solisten was.
- De film speelt zich af in Vogelpark Avifauna. In De huilende professor werd deze opnamelocatie gebruikt voor het liedje Dierentaal. In tegenstelling tot de televisieseries wordt Vlaardingen niet gebruikt als locatie.
- In de film krijgen Keet en Koen een aanwijzing dat Bassie en Adriaan ontvoerd zijn naar China (in werkelijkheid is deze foto door de Jonkheer gemaakt in een Chinees Restaurant). Na De reis vol verrassingen was er een gerucht dat er plannen waren voor een vervolgserie in China, dit werd later door Aad van Toor ontkracht.[6] Wel heeft Aad op de set van De Reis vol Verrassingen Paul van Gorcum, Paul van Soest en Hans Beijer gevraagd of ze mee wilden werken aan een serie  die in China werd opgenomen. Dit was echter volgens de memoires van Aad om de acteurs tijdelijk tevreden te stellen. In werkelijkheid kon hij nog niet aan een vervolgserie denken. In 2003 is er wel een demo-dvd gemaakt van de televisieserie met Chinese nasychronisatie.[7]
- Coen Swijnenberg en Sander Lantinga zijn benaderd door de producent voor de rollen als verhuizers naar aanleiding van hun verhuizing van 3FM naar Radio 538.[8] In de film spelen uiteindelijk Sven Ornelis en Maarten Vancoillie deze rollen, waarschijnlijk omdat het voor Coen en Sander logistiek niet haalbaar was. Voor Vancoillie is dit zijn eerste filmrol, maar voor Ornelis is het de tweede. De radiopresentator speelde in 2008 naast zijn collega Erwin Deckers een rol in de film Hotel op stelten van Samson en Gert.
- Van 4 tot 8 september 2017 is de film als televisieserie uitgezonden bij RTL Telekids. De afleveringen bestaan uit losse delen van de film en duren ongeveer 7 minuten. Ook bevat de serie enkele scenes en fragmenten die niet in de film te zien zijn. Tevens is de titelsong drastisch ingekort.
- De auto van Bassie en Adriaan waarin Keet en Koen rijden is een  Honda Prelude. Het kenteken in de film JX-74-NB is gelijk aan het kenteken zoals de Prelude had in Leren & Lachen met Bassie & Adriaan en Het geheim van de schatkaart. Echter gaat het hier niet om de originele auto, die bestaat namelijk niet meer, maar een replica die origineel het kenteken 61-KSR-7 heeft.[9]